# 低煙無鹵
低煙無鹵（Low smoke zero halogen），簡稱有LSZH、LSOH、LS0H、LSFH及OHLS，是在電線電纜產業中電線護套的材料分類。低煙無鹵電線護套是由受熱時排烟量低，且本身不含鹵素的热塑性或是熱固性組成。同時也是電氣管線的材料分類，與傳統的電氣管線相比，低煙無鹵管線更加環保。
大部份的網路線包覆層是由聚乙烯、聚氯乙烯或熱塑性聚氨酯組成。若著火時，含氯的塑膠會釋放有毒的氯化氢，若遇到水會產生鹽酸。而低煙無鹵材料在著火時不會釋放鹵化氫或是其他酸類。
低煙無鹵材料可減少在其燃燒時產生的有毒、腐蝕性氣體。若在像飛機、火車車廂或是在船舶等通風不良的環境中，經常會使用低煙無鹵的材料。在鐵路工業中也普遍使用低煙無鹵材料，因為在鐵路下方會有高壓線路或是傳送火車位置的信號線。使用低煙無鹵材料也減少線路因失火或是短路受損時，所累計的有毒氣體。
像在鐵路產業或是造船產業中，其中很重要的需求是保護人員及設備不會接觸到有毒、腐蝕性氣體，在這些場合中會要求在要電線電纜外層使用低煙無鹵材料。

## 原理
第一個商品化，用於線材包裝的热塑性LSZH材料是由Richard Skipper在1979年發現，由
Raychem申請專利。此發明的困難點將足量的無機填充物氢氧化铝（ALTH）整合到適當的熱塑性基材中，以抑制起火以及碳的形成，以此來減少有毒含碳氣體、煙以及碳粒的產生，同時還要維持線材包裝需要的電氣絕緣特性以及物理特性。這種可以達到阻燃要求的理想無機埴充料是氢氧化铝（ALTH）。若起火時，此材料會產生吸熱的化學反應
2Al(OH)3 → Al2O3 + 3H2O (180 °C)
上述反應會吸熱，而且會產生水蒸氣。很重要的是上述反應要和塑料的分解在相近溫度發生。水蒸氣會中斷所產生氣體的燃燒，也會在剩下材料表面形成碳層，並且捕捉所釋放的粒子。所需要大量的無機填充料（≈ 60%）也使燃燒的塑料比例可以減少。

## 外部連結
- Videos showing flammability of cables, including LSZH cables, based on jacket rating
- Click here to learn more on Low Smoke Zero Halogen
- What does the term LSZH mean?（页面存档备份，存于）
- BASF Elastollan thermoplastic urethane (TPU)[永久]
- MSS Fibre Glossary of Terms
- [http://challengercomponents.wordpress.com/2010/11/16/why-use-halogen-free-cable/ Why Use Halogen Free Cable?（页面存档备份，存于）